# Slađana Erić
Slađana Erić (ur. 29 lipca 1983 w Tuzli) – serbska siatkarka, grająca na pozycji środkowej, reprezentantka Serbii i Czarnogóry. Występowała także pod nazwiskiem Bulić.

## Sukcesy klubowe[4]
Mistrzostwa Serbii:
- 2002, 2003, 2004, 2014, 2017, 2018
- 2022

Puchar Serbii:
- 2003, 2023

Puchar Szwajcarii:
- 2006, 2007, 2008

Mistrzostwa Szwajcarii:
- 2006, 2007, 2008

Superpuchar Szwajcarii:
- 2006

Puchar Hiszpanii:
- 2009, 2010

Mistrzostwa Hiszpanii:
- 2009

Superpuchar Hiszpanii:
- 2009

Puchar CEV:
- 2012

Superpuchar Serbii:
- 2013, 2017

Puchar Bośni i Hercegowiny:
- 2016

Mistrzostwa Bośni i Hercegowiny:
- 2016